# 涅克拉索夫卡区
涅克拉索夫卡区（俄語：район Некрасовка）是莫斯科东南行政区的一区，面积11.47平方公里，人口112,860人。它与科西诺-乌赫托姆斯基区接壤。涅克拉索夫卡站位于本区内。